# Kefar Tawor
Kefar Tawor (hebr.: כפר תבור) – samorząd lokalny położony w Dystrykcie Północnym, w Izraelu.
Miasteczko leży na północny wschód od góry Tabor w Dolnej Galilei.

## Historia
Osada została założona w 1901 przez żydowskich osadników, którzy przybyli z rolniczych osad Metulla i Rosz Pina. W 1949 wioska otrzymała przywileje samorządu lokalnego.

## Demografia
Zgodnie z danymi Izraelskiego Centrum Danych Statystycznych w 2006 roku w osadzie żyło 2,6 tys. mieszkańców, wszyscy Żydzi.
Populacja osady pod względem wieku (dane z 2006):
| Wiek (w latach) | Procent populacji w % |
| --------------- | --------------------- |
| 0-4             | 6,7%                  |
| 5-9             | 8,8%                  |
| 10-14           | 10,0%                 |
| 15-19           | 10,0%                 |
| 20-29           | 14,6%                 |
| 30-44           | 19,0%                 |
| 45-59           | 23,4%                 |
| ponad 60        | 7,4%                  |

Źródło danych: Central Bureau of Statistics.

## Galeria

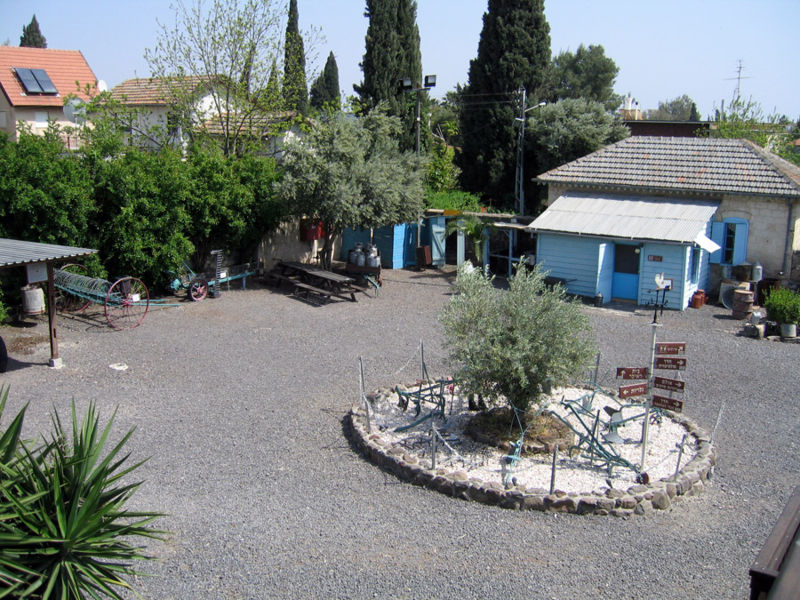
Kefar Tawor
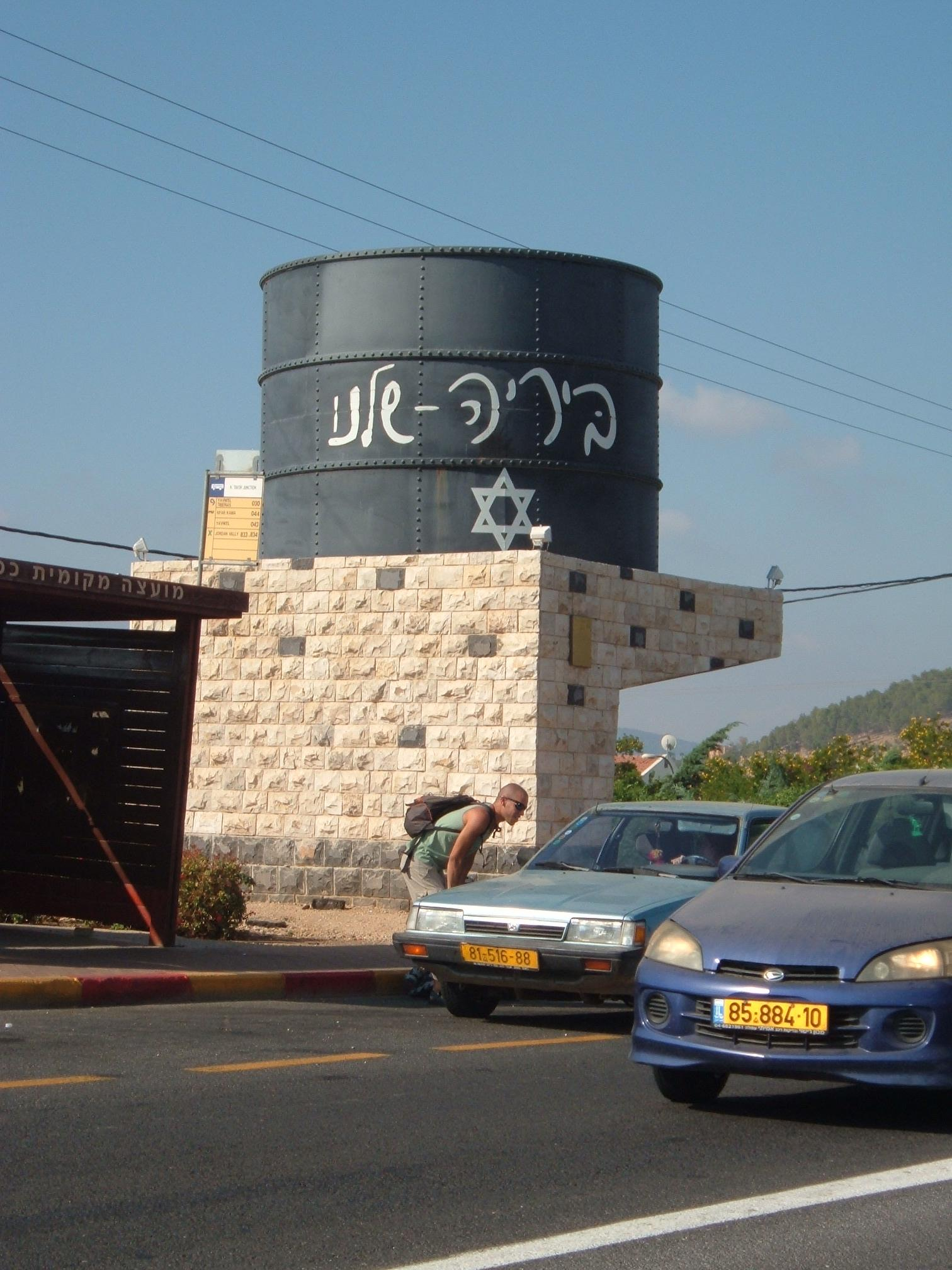
Wieża wodna w Kefar Tawor
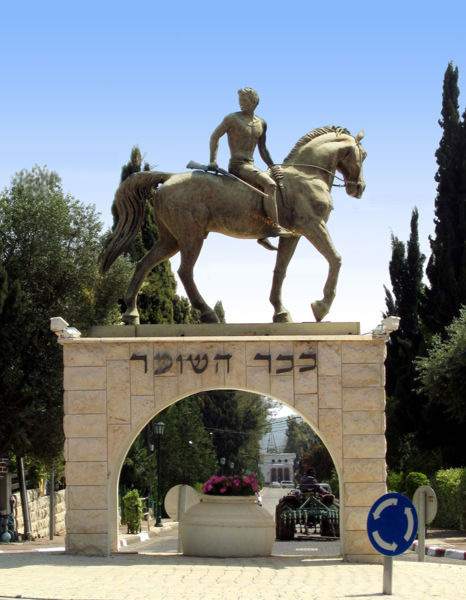
Pomnik w Kefar Tawor